# Militært patruljeløb
Militært patruljeløb er en vintersport for hold, hvor udøverne konkurrerer i langrend, eventuelt fjeldskiløb og riffelskydning. Sporten udøves almindeligvis mellem landshold eller mellem hold fra forskellige militære enheder. Moderne skiskydning er udviklet fra militært patruljeløb.
Øvelsen omfatter 25 km langrend (15 km for kvinder) og riffelskydning. Højdeforskellen på løjpen må være fra 500 til 1200 meter (300 til 700 for kvinder). Nutidens regler minder i mange henseender om skiskydning. I henhold til ældre regler skulle hvert hold bestå af en officer, en underofficer og to menige. Officeren bar pistol i stedet for riffel og deltog ikke i skydeøvelsen. Underofficeren og de menige skulle bære mindst 24 kg oppakning. Dagens regler har udeladt oppakning, og riflerne ligner skiskytternes.
Militært patruljeløb indgår i International Military Sports Councils mesterskab siden 1929. Det var også på programmet i de to første og fjerde Vinter-OL. Patrouille des Glaciers er et årligt, alpint skiløb i Schweiz med baggrund i militært patruljeløb.

## Eksternt link
- CISM: www.cism-milsport.org Arkiveret 11. marts 2021 hos  Wayback Machine